# Jørn Lund
Jørn Lund född 30 januari 1946 i Viborg, har sedan 2002 varit direktör för DSL, Det Danska Språk- och Litteratursällskapet. 
Innan sitt jobb på DSL var han lärare och forskare vid Köpenhamns universitet och i flera år professor i danska vid dåvarande Danmarks Lärarhögskola, (det nuvarande Danmarks Pedagogiska universitet).
1991 blev han chefredaktör för Den Stora Danska Encyklopedin, och under en period var han även med i förlaget Gyldendals styrelse.
Jørn Lund har skrivit och medverkat i flera böcker och är nu - som direktör för DSL - ansvarig för utgivningen av ett antal vetenskapliga utgåvor av äldre danska författare.
Han har skrivit om det danska språket under eget namn och under den självironiska pseudonymen professor Higgins.
Jørn Lund har sedan 1989 varit medlem av Danska akademien och under en period dess sekreterare. Han är även medlem av den Danska Språknämnden.
2003 var Jørn Lund ledare för en utredning - som för Kulturministeriet - skulle utarbeta ett upplägg till en språkpolitik. Rapporten - Sprog på spil - utkom i slutet av 2003 och låg till grund för ministeriets utarbetande av en språkpolitisk redogörelse. Kulturministern utsåg honom i april 2007 till ledare för en språkutredning, som - enligt ministeriets pressmeddelande - skall ta temperaturen på det danska språket och vidare, om det finns ett behov av en språklag. Utredningen skall komma med konkreta förslag till en ytterligare förstärkt insats för det danska språket. Utredningen skall vara avslutad vid utgången av 2007.
Jørn Lund var ledare för Undervisningsministeriets kanonutval, som 2004 utarbetade en litteraturkanon för användning i grundskolan och på gymnasiet. Senare blev han ledare för det samlade kanon-arbetet under Kulturministeriet, som framlade sitt arbetsresultat 24 januari 2006.
Han har mottagit ett antal priser, till exempel (tillsammans med sina kolleger på Encyklopedien) Paul Hammerich-priset.

## Utmärkelser, ledamotskap och priser
- Ledamot av Vetenskapssocieteten i Lund (LVSL, 1992)[2]